# 布卢瓦城堡

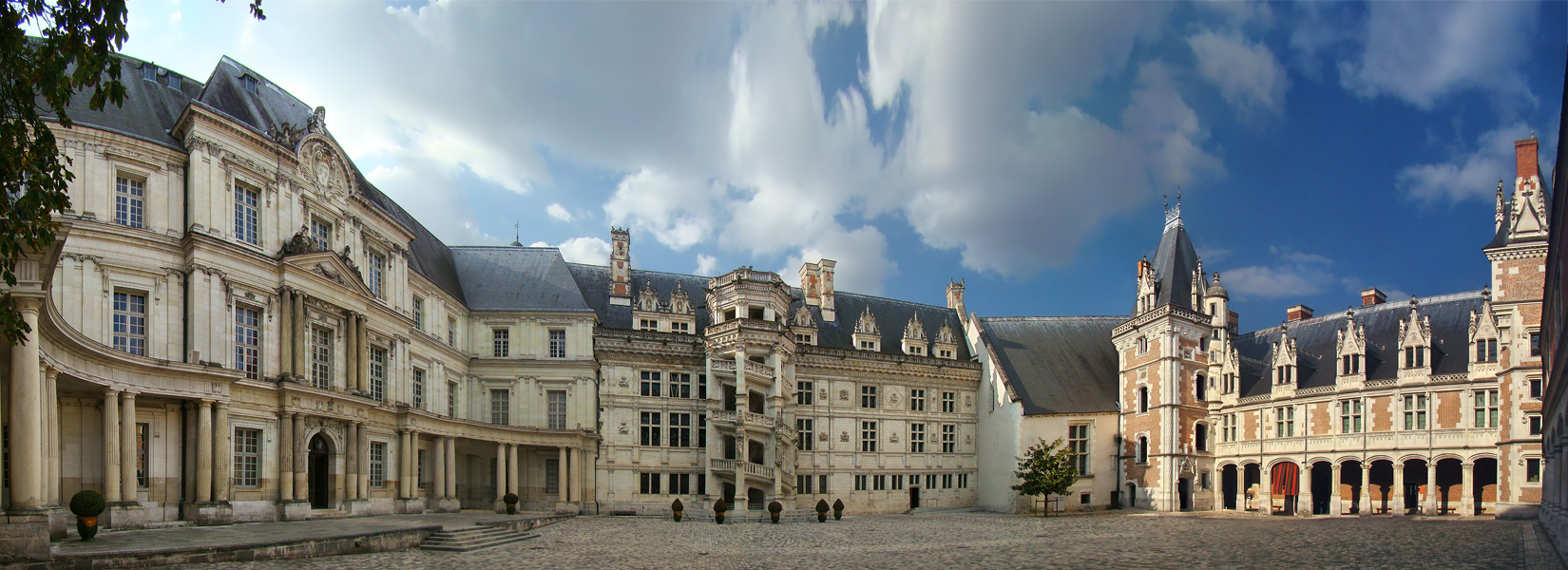
布卢瓦城堡

布卢瓦城堡（法語：Château de Blois），是位于法国布卢瓦市中心的一座法式城堡，是卢瓦尔河谷城堡群中的一座皇家城堡，多名法国国王曾在此居住。它实际包含了13至17世纪陆续建造起来的多个建筑体，总共有564个房间。
王太后玛丽·德·美第奇曾被儿子路易十三放逐于此，后来用绳梯翻越40米高的城墙逃走。